# Sclerocroton
Sclerocroton là một chi thực vật có hoa thuộc họ Euphorbiaceae, được mô tả lần đầu tiên năm 1845. Có tổng cộng 6 loài được biết đến trong chi này; 5 loài sống ở châu Phi châu lục và một ở Madagascar.
Các loài
1. Sclerocroton carterianus (J.Léonard) Kruijt & Roebers - Liberia, Bờ Biển Ngà, Sierra Leone
2. Sclerocroton cornutus (Pax) Kruijt & Roebers - từ Cameroon tới Zimbabwe cộng Bờ Biển Ngà
3. Sclerocroton integerrimus Hochst. - từ Zaire tới KawZulu-Natal, cộng Guinea
4. Sclerocroton melanostictus (Baill.) Kruijt & Roebers - Madagascar
5. Sclerocroton oblongifolius (Müll.Arg.) Kruijt & Roebers - Zaire, Angola, Zambia, Zimbabwe
6. Sclerocroton schmitzii (J.Léonard) Kruijt & Roebers - Zaire, Rwanda, Burundi, Zambia, Zimbabwe

loài trước đây
đã được chuyển sang Shirakiopsis
- Sclerocroton ellipticus - Shirakiopsis elliptica